# Вовченя серед людей
«Вовченя серед людей» (рос. «Волчонок среди людей») — радянський художній фільм 1988 року, знятий режисером Талгатом Теменовим на кіностудії «Мосфільм».

## Сюжет
Хлопчик живе у далекому аулі з бабусею. Одного разу він знаходить у лісі вовченя і ховає його на горищі. Мисливець, який убив мати вовченя і вважав його своєю здобиччю, незабаром виявляє пропажу. Відчувши, що «другу» загрожує небезпека, Самат поспішає на допомогу.

## У ролях
- Айкин Каликов — Самат
- Нуржуман Іхтимбаєв — Асанбек
- Ботагоз Нурлибаєва — Маржан
- Бікен Рімова — Алтин-апа
- Єрболат Оспанкулов — Гілі-Гілі
- Єржан Худайбергенов — роль другого плану
- Калампир Айсангалієва — мати Самата
- Єрлан Масалієв — епізод
- Алія Сахвалієва — епізод
- Гульжамал Казакбаєва — мати Маржан
- Джамаїл Сулейманов — епізод
- Дауренбек Кайипеков — епізод
- Лариса Шахворостова — епізод
- Олександр Корженков — лейтенант
- Муса Аджибеков — епізод
- А. Абішев — епізод
- О. Калієв — епізод
- Мекен Кісиков — епізод
- Дана Абдіоразова — епізод
- Лейла Барчо — епізод
- Руслан Іскаков — епізод

## Знімальна група
- Режисер — Талгат Теменов
- Сценаристи — Баян Саригулов, Талгат Теменов
- Оператор — Георгій Гідт
- Композитор — Тулеген Мухамеджанов
- Художник — Володимир Трапезников

## Нагороди
- Головний приз «Лукас» XV Міжнародного кінофестивалю дитячого кіно «Лукас» (Франкфурт-на-Майні, ФРН, 1989).
- Приз журі та Срібна медаль Міжнародного кінофестивалю дитячих фільмів у Джиффоні[en] (Джиффоні, Італія, 1989).
- Спеціальний приз журі «За найкращий режисерський дебют» Міжнародного кінофестивалю у Лісабоні (1990).